# Dar Sad (huyện)
Huyện Dar Sad là một huyện thuộc tỉnh `Adan, Yemen. Đến thời điểm năm 2003, huyện này có dân số 79712 người